# Enciclopedia d’arte italiana

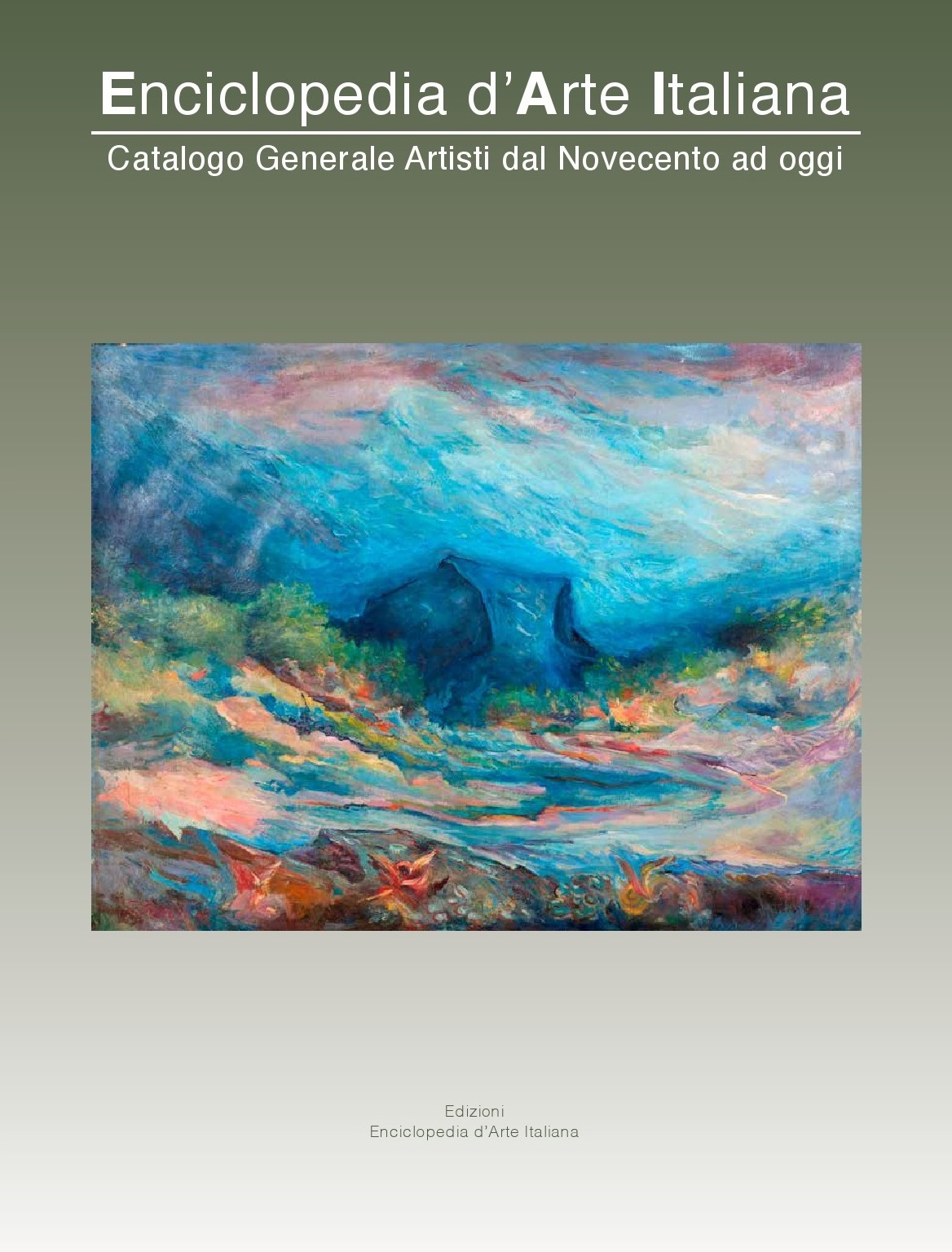
Enciclopedia d’Arte Italiana

Die Enciclopedia d’Arte Italiana ist eine Institution, gegründet 2009 in Mailand, die ein biographisches Lexikon herausgibt, die Enzyklopädie der italienischen Kunst, ein Gesamtkatalog der bildenden Künstler von 900 bis heute, der 2012 begonnen und 2022 abgeschlossen wurde. Die Einträge werden von einem technisch-wissenschaftlichen Komitee bearbeitet.